# Philippe Simar
Philippe Simar (Elsene, 11 september 1995) is een Belgisch hockeyer.

## Levensloop
Simar is actief bij Royal Orée, alwaar hij alle jeugdreeksen doorliep. Rond het jaar 2013 maakte hij zijn debuut in het eerste team.
Indoor was hij actief bij Royal White Star alvorens hij in 2020 de overstap maakte naar Royal Léopold HC. Met deze club werd hij in 2022 en 2023 landskampioen. In 2019 en 2020 behaalde hij eerder twee landstitel met White Star.
Daarnaast is de middenvelder actief bij het Belgisch zaalhockeyteam. Met de Indoor Red Lions nam hij onder meer deel aan de Europese kampioenschappen van 2020 en 2022. Ook maakte hij deel uit van de selectie voor het wereldkampioenschap van 2023. Op dit WK was hij kapitein van de nationale equipe.
Simar is afkomstig uit Wezembeek-Oppem. Zijn neef Tanguy Zimmer is eveneens actief in het hockey.